# Erik De Sutter
Erik De Sutter (Sint-Agatha-Berchem, 25 mei 1964) is een Vlaams norbertijn. Sinds 2004 is hij de achtenvijftigste abt van de abdij van Grimbergen.

## Biografie
Erik De Sutter trad op 27 augustus 1983 in bij de norbertijnenorde en werd geprofest op 28 augustus 1985. Hij volgde zijn priesteropleiding aan de studieconcentratie Agripo (Averbode, Grimbergen en Postel). Na zijn priesterwijding op 8 juli 1990 kreeg hij verschillende opdrachten binnen en buiten de abdijmuren, waarvan de laatste jaren als prior, gastenpater, novicemeester en zondagsonderpastoor in enkele nabijgelegen parochies.
Zijn abtszegening, voorgegaan door Godfried Danneels, vond plaats op donderdag 2 december 2004 in de abdijkerk van Grimbergen. Hij koos de leuze Illum opportet crescere (Hij moet groeien). De Sutter volgde Piet Wagenaar op, die na 22 jaar zijn ontslag aanbood nadat hij 75 was geworden.
In december 2010 werd hij voorzitter van de Unie van Religieuzen van Vlaanderen in opvolging van Lutgardis Craeynest, overste van de zusters van Don Bosco in Vlaanderen.